# 蒂爾尼半島
72°23′S 95°46′W / 72.383°S 95.767°W
蒂爾尼半島是南極洲的半島，位於埃爾斯沃思地的瑟斯頓島東端，處於薩維奇冰川和摩根灣之間，長26公里，在1960年由美國海軍發現，現時由南極條約體系管理。